# Тигран II

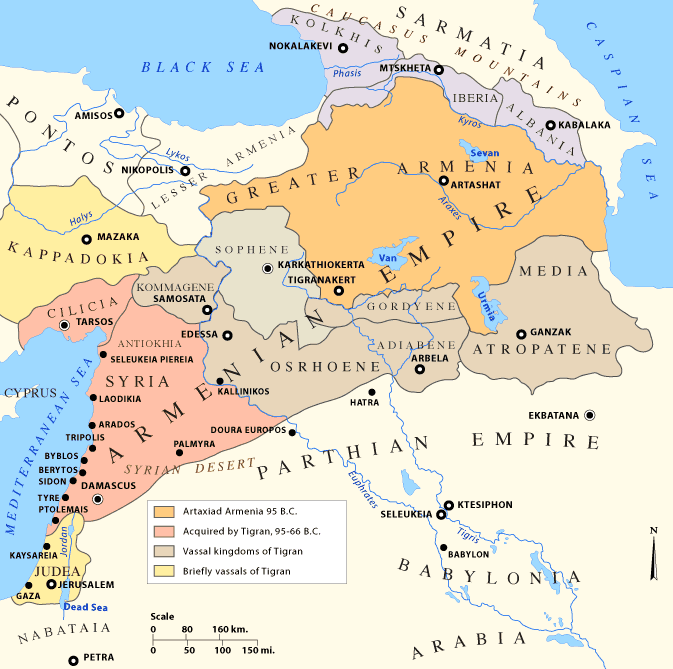
Держава Тиграна II

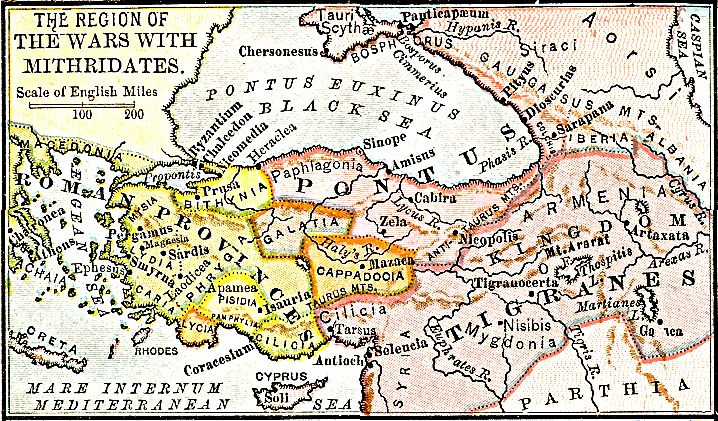
Держава Тиграна II, мапа, 1883

Тигран II Великий (вірм. Տիգրան Մեծ, грец. Τιγρανης, лат. Tigranes) — цар Великої Вірменії в 95—55 до н. е. з династії Арташесідів, носив титул «Цар царів», зять Мітрідата Понтійського, підкорив Месопотамію і Сирію, підкорив парфян, в 69 до н. е. Стражники однієї з веж (греки-найманці) відкрили ворота в Тигранакерт, і дали римлянам перемогти. Але потім він зосередив свої сили та розбив римлян. Тигран Великий здійснив найзначніші завоювання Великої Вірменії. Відповідно до енциклопедії «Іраніка», Тигран II був найвидатнішим представником династії Арташесідів, яка, як тепер встановлено, була гілкою більш ранньої династії Єрвандідів іранського походження, яка правила Вірменією як мінімум з V століття до н. е..

## Життєпис
Молодість припала на роки важкої для Вірменії війни з парфянами. Вірмени тоді зазнали поразки та повинні були, як свідчать Страбон і Юстин, видати парфянам заручників, серед яких був і царевич Тигран.
Тільки в 95 р. до н. е., після смерті бездітного Артавазда I, Тигран був відпущений на батьківщину і зайняв вірменський престол. Як викуп за свою свободу Тигран передав парфянам 70 родючих долин. Але вже на наступний рік вірменський цар перейшов у наступ. У 94 р. до н. е. Тигран приєднав до своєї держави сусідню Софену, цар якої Артанес позбувся влади. Тоді ж Тигран став готуватися до війни з Каппадокією. Він уклав військовий і політичний союз і поріднився з понтійським царем Мітрідатом VI, одружившись з його дочкою Клеопатрою. Згідно з цією угодою, підкорені міста та області Каппадокії повинні були дістатися Мітрідату, полонені ж і рухоме майно — Тиграну.
Війна почалася в 93 р. до н. е., причому при першому ж нападі Тиграна каппадокійський цар Аріобарзан I зібрав своє майно і втік до Риму. Тигран II посадив на його місце Горда. У 92 р. римський полководець Луцій Корнелій Сулла відновив Аріобарзана I на престолі, і розбив вірменську армію. Однак багато каппадокійців, насильно переселених до Вірменії та становили значну частину населення нової вірменської столиці Тигранакерт, не повернулися тоді на батьківщину. У тому ж році Тигран почав успішну війну на сході проти старих ворогів Вірменії парфян. Перш за все він відвоював у них назад 70 долин, відступлених їм як викуп за своє визволення. Також була взята область Ахбак в Атропатені. Після цього Тигран здійснив похід проти Адіабени і піддав спустошенню райони Ніневії і Арбели. Підкоривши усі ці області, він рушив на південь і захопив літню резиденцію парфянських царів місто Екбатана. У 85 р. до н. е. був укладений мир, по якому Парфія поступилася Вірменії всією Месопотамією. Царі Парфії, Іберії і Албанії Кавказької визнали себе залежними від Тиграна II.
Потім у 84 р. до н. е. Тигран звернувся проти сирійської держави Селевкідів і в короткий термін заволодів всієї верхньою Сирією, за винятком міста Селевкії, а потім — північно-східній Кілікією і Коммагеною. Держава Селевкідів припинила своє існування, а їх столиця — багате місто Антіохія — стала головною резиденцією Тиграна на півдні. Більш впертий опір вірмени зустріли в Фінікії, де, спираючись на добре укріплені та багаті міста, війну проти них вела сирійська цариця Клеопатра Селена. Врешті-решт, після довгої облоги, Тиграну вдалося взяти Птолемаїду. Клеопатра була захоплена в полон і через декілька років страчена за наказом Тиграна.
Столицею і головним містом нового царства став Тигранакерт, побудований Тиграном Великим і тому отримав назву «місто Тиграна».
Близько 73 р. в Південній Сирії почалося повстання. У 71 р. туди прибув Антіох XIII, який уклав союз з набатеями. Тигран II розбив царя набатеїв Арету III, взяв Дамаск і знову захопив фінікійські міста.
Спорідненість з Мітрідатом VI Євпатором втягнула Тиграна у війну з римлянами. У 72 р. Мітрідат, переможений римлянами, був змушений шукати захисту у Тиграна, який спочатку не особливо був радий підтримувати його, але нарешті погодився.
У 69 р. до н. е. римський полководець Лукулл форсованим маршем пройшов через Каппадокію, переправився через Євфрат і вдерся в Софену. Місцеве населення здійснювало римлянам допомогу і забезпечувало їх продовольством. Римляни успішно форсували Тигр і підійшли до Тигранакерту. Похід Лукулла був настільки стрімким, що Тигран дізнався про нього з великим запізненням. Ледве прийшла звістка про початок війни, як вороги вже підступили до стін його столиці. Цар поспішно відступив до Таврії і став звідусіль стягувати до себе війська. Але римляни не дали йому перепочинку для приготування — раптово напали в горах на його ще нечисленне військо. Лукулл осадив Тигранакерт, але сил для штурму великого велелюдного міста у нього було недостатньо. Поки йшли бої під Тигранакертом, Тигран встиг зібрати велику армію і восени 69 р. до н. е.. рушив на допомогу обложеній столиці. Бій з римлянами відбувся 6 жовтня 69 до н. е. на берегах річки Нікефорія. Римляни завзято переслідували ворога. Тоді Тигран вдався до іншої тактики: він дав римлянам заглибитися в країну, невеликими сутичками поступово послаблюючи їх армію, при спробі взяти Арташат, Лукулл зазнав поразки, вірменам вдалося відтіснити римлян в Месопотамію і повернути Мітрідата в Понт. У 66 р. до н. е.. йому на зміну прибув Помпей. Саме в цей час Тиграну довелося вести війну проти свого сина, який спробував скинути батька з престолу. Заколотники були розбиті, але ці смути сильно послабили вірмен. До того ж їм довелося одночасно відбивати наступ парфян, що почали завоювання Месопотамії. Скориставшись тим, що сили Тиграна були відвернені на схід, Помпей напав на Мітрідата і розгромив його в бою неподалік від Ендереса. Одночасно парфяни вторглися до Південної Вірменії, обложили Артаксату, але взяти це добре укріплене місто не змогли. Тигран напав на ворогів і змусив їх до втечі. Однак ця перемога нічого вже не міняла — оскільки Тигран залишився один проти всього в той час відомого світу, і вести війну на два фронти без союзників Тигран не міг. У 66 до н. е. Помпей рушив проти Тиграна і обложив його в Артаксату. Тигран змушений був здатися римлянам і уклав з Помпеєм мирний договір, з умовою поступитися Риму всіма завоюваннями за межами Великої Вірменії, заплатити 6000 талантів і стати другом і союзником римлян; Мала Вірменія дісталася союзнику римлян Дейотару. Тигран помер в 55 до н. е.; наступником його став його син Артавазд.

## Думка істориків
Німецькі історики кінця XIX століття у своїй книзі «Історія людства» так охарактеризували період правління Тиграна II:
|  | Деякий час здавалося, що Вірменії призначено взяти на себе верховенство над іранськими племенами. З приголомшливою швидкістю і силою розширювалася при Тиграні вірменська держава. Здавалося, що як парфянам схід, так вірменам повинен дістатися у спадок захід держави Селевкідів. Але суперництво трьох іранських "великих царів", які стояли тоді поряд один з одним і скоро повинні були вступити на боротьбу з Римом, принесло свої гіркі плоди. З холодною байдужістю Тигран залишав стікати кров'ю у безнадійній боротьбі свого великого західного сусіда, Мітрідата Понтійського, і з такою же байдужістю дивився парфянський цар, як держава Тиграна полягла. Відтоді з тягою Вірменії до могутності було все скінчено. |

## Орден Тиграна Великого

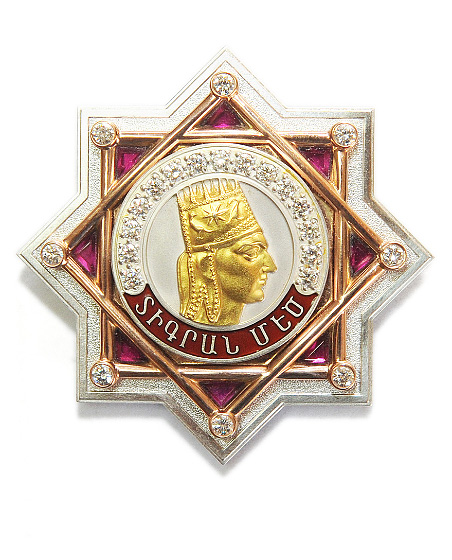
Орден Тиграна Великого

20 травня 2002 року Парламент Вірменії заснував державну нагороду — Орден Тиграна Великого, яким нагороджуються за виняткові заслуги перед Республікою Вірменією.

## Галерея

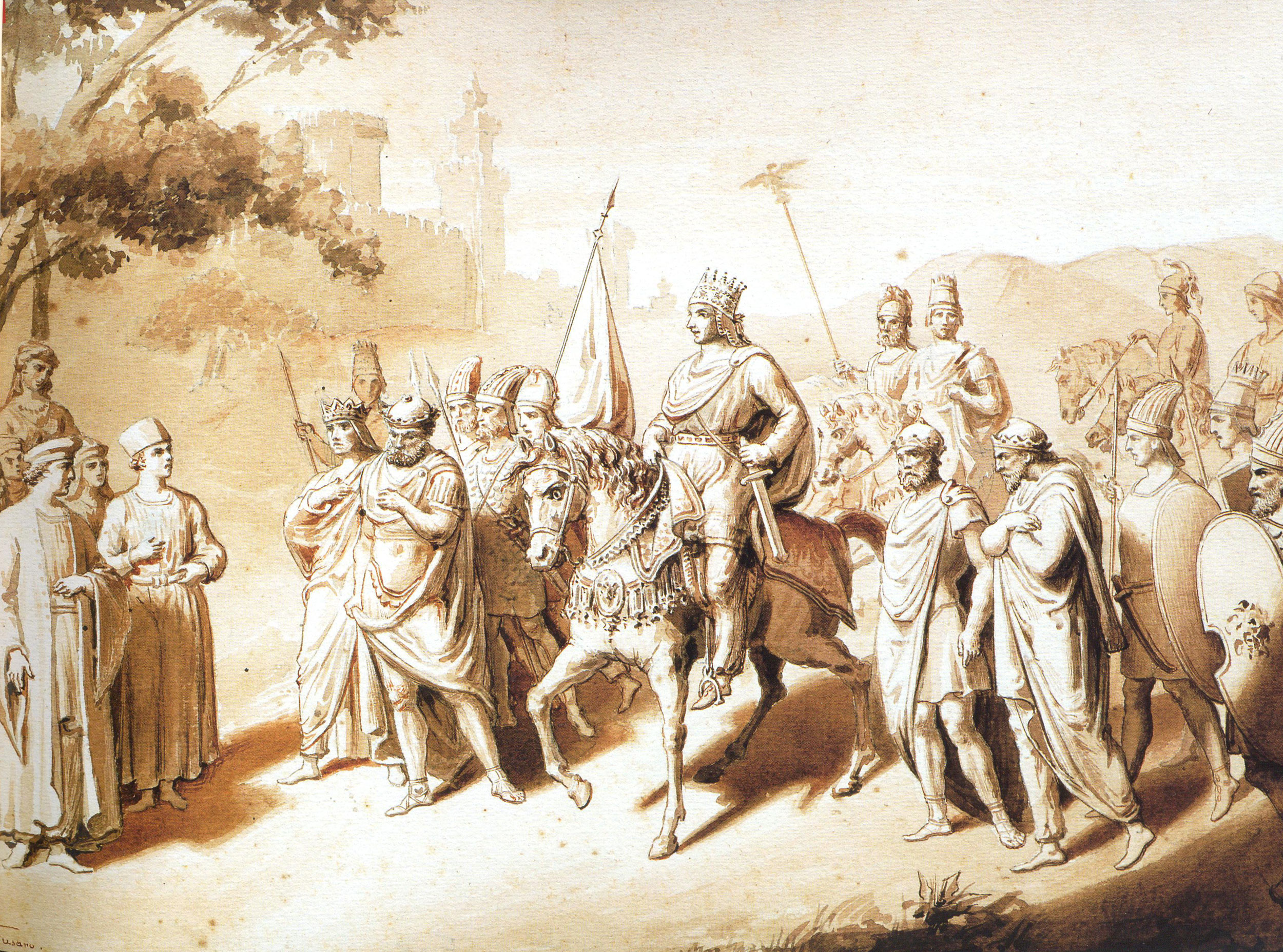
З царями-васалами
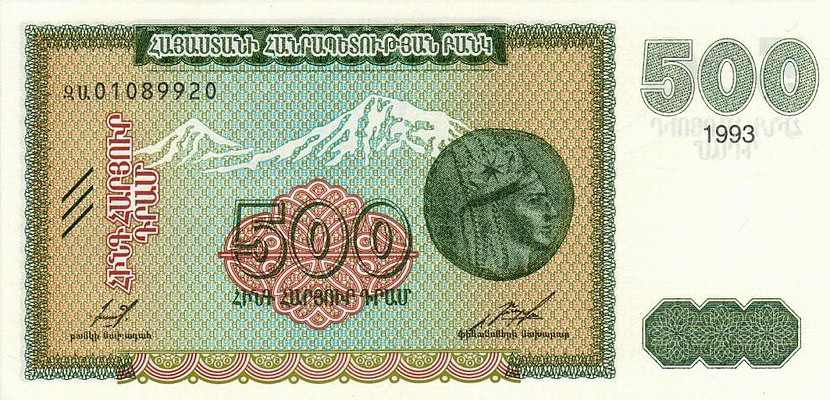
Купюра 500 драмів із зображенням Тиграна Великого, 1993
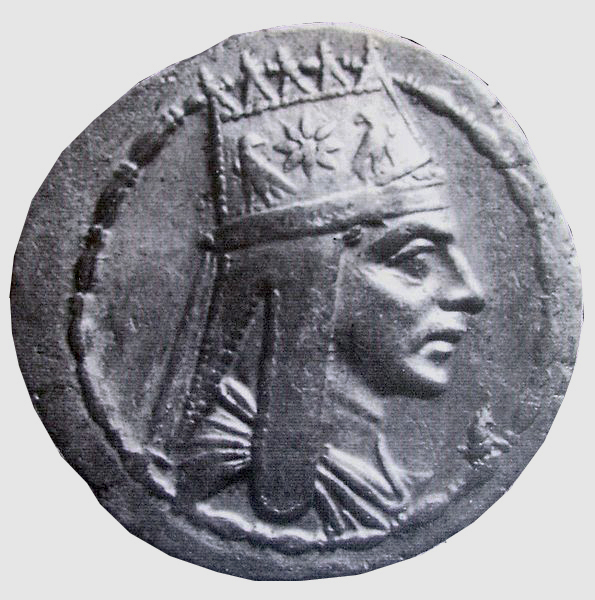
Тетрадрахма Тиграна II Великого
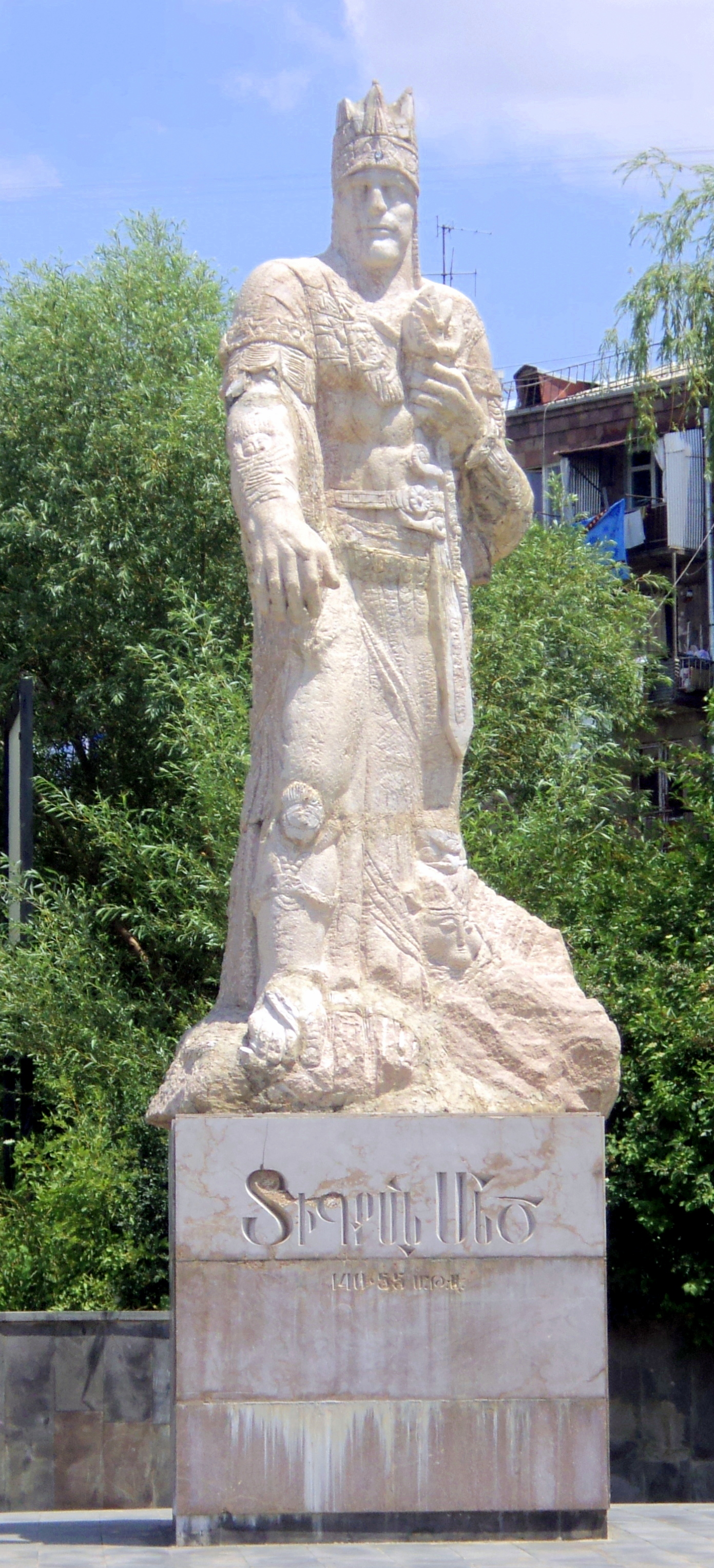
Статуя в Єревані
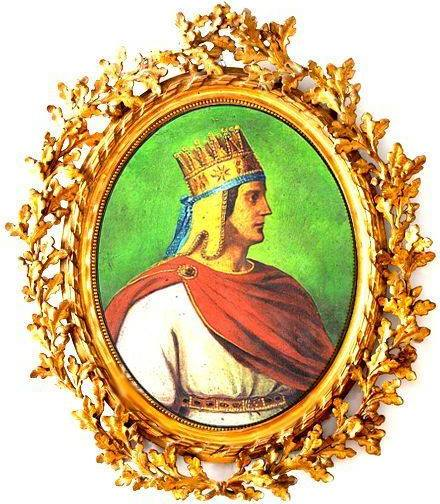
Зображення XIX століття